# Broniszów (województwo lubuskie)

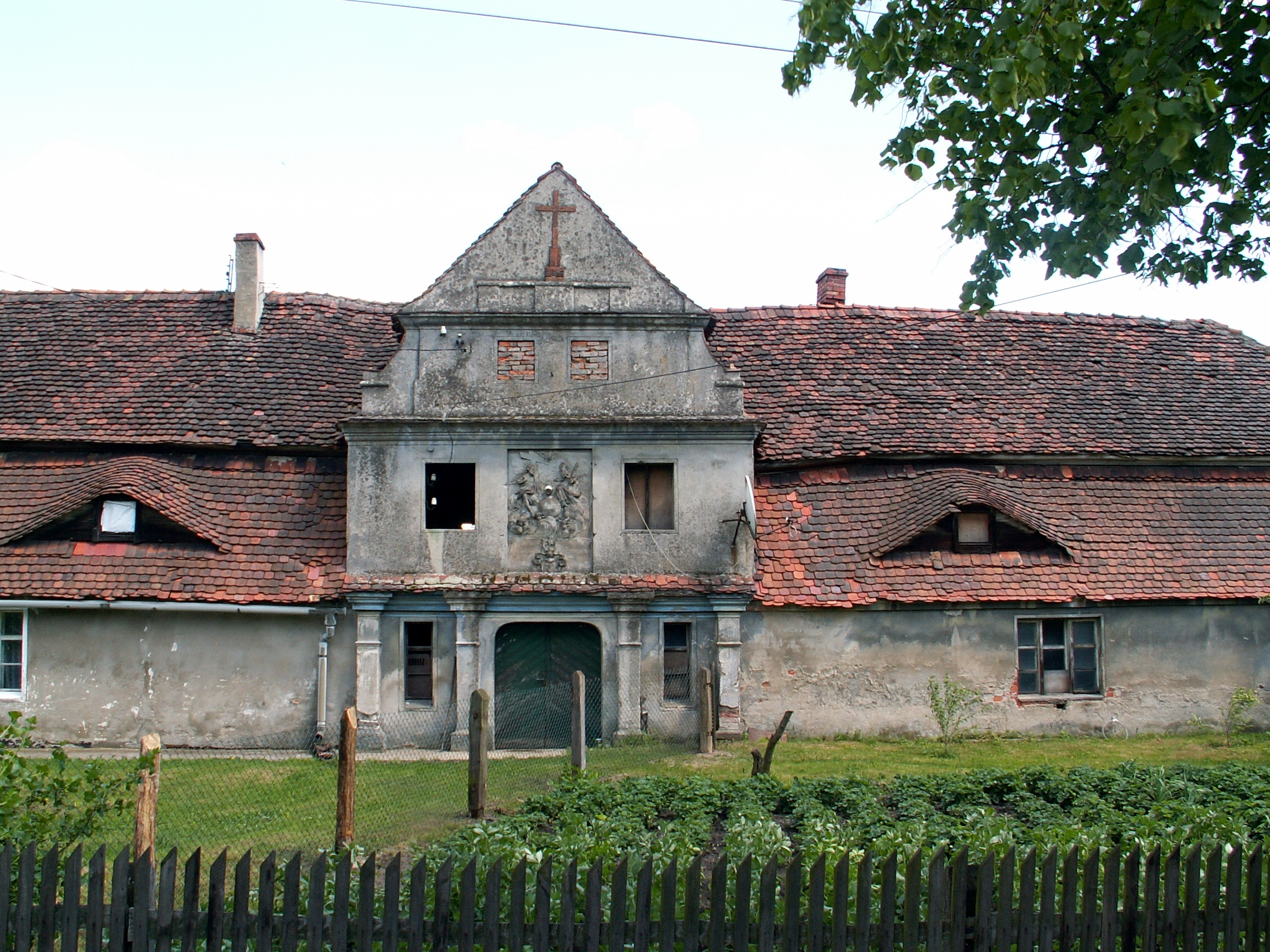
Barokowy szpital w Broniszowie

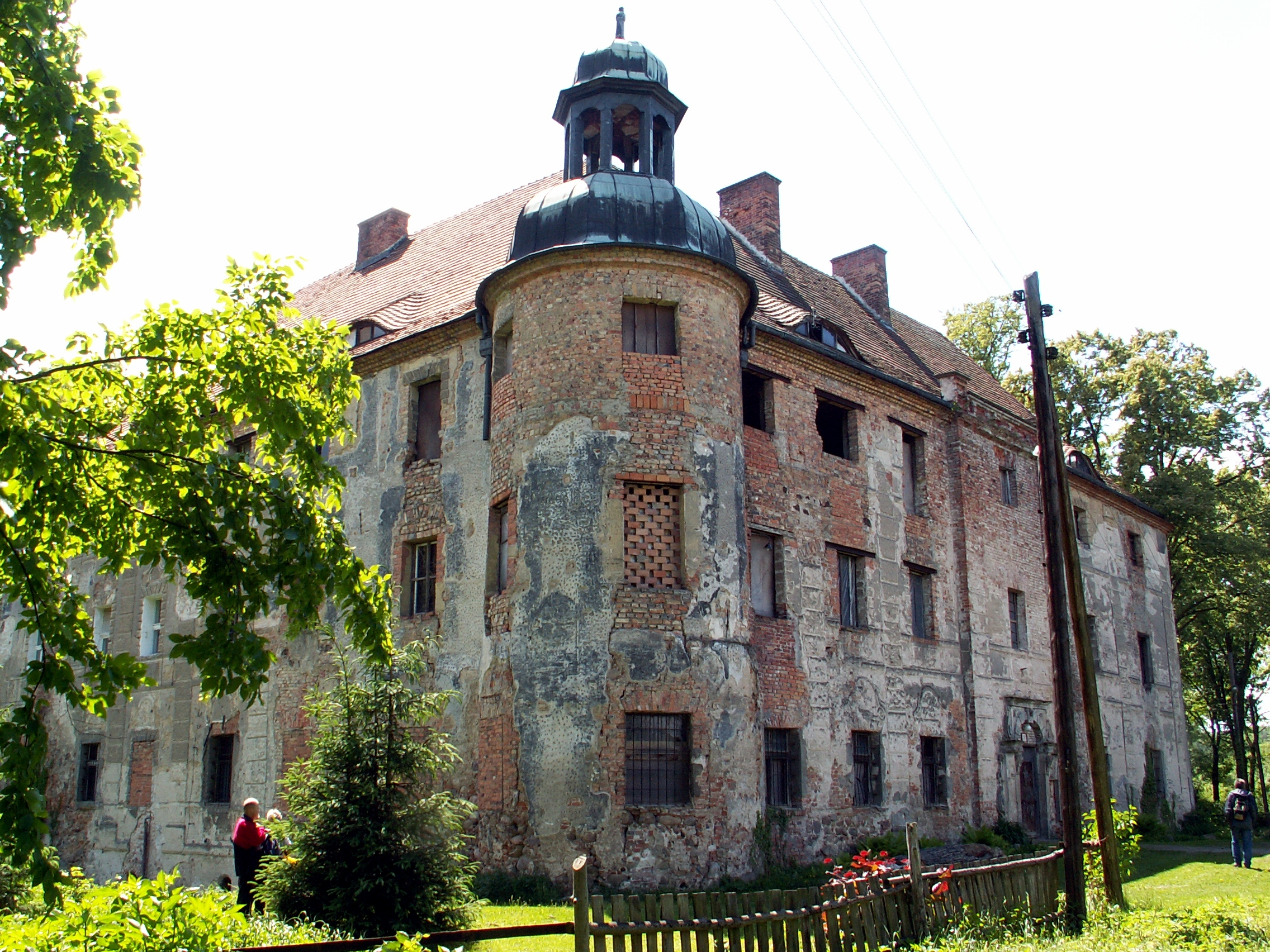
Zamek w Broniszowie

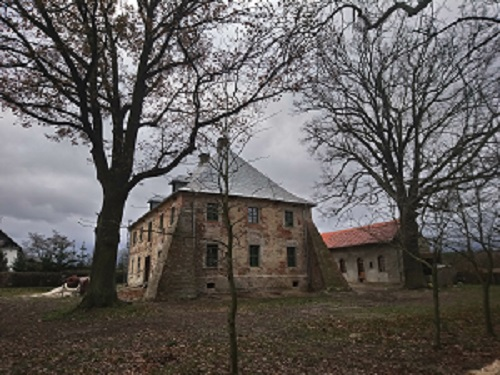
Zabytkowa dawna plebania z 1605

Broniszów (niem. Brunzelwaldau, dawniej Branisław) – wieś w Polsce położona w województwie lubuskim, w powiecie nowosolskim, w gminie Kożuchów.

## Historia
Pierwsze informacje o wsi pochodzą z 1305 roku. Jest ona wymieniona w dokumencie opisującym beneficja biskupa wrocławskiego.
Właścicielem wsi w latach 1446–1584 był ród von Ebersbach

### Po 1945
- W latach 1986–2011 w zamku były organizowane coroczne warsztaty fotograficzne[5][6].
- W 1995 roku w miejscowości zbudowano szkołę[4]

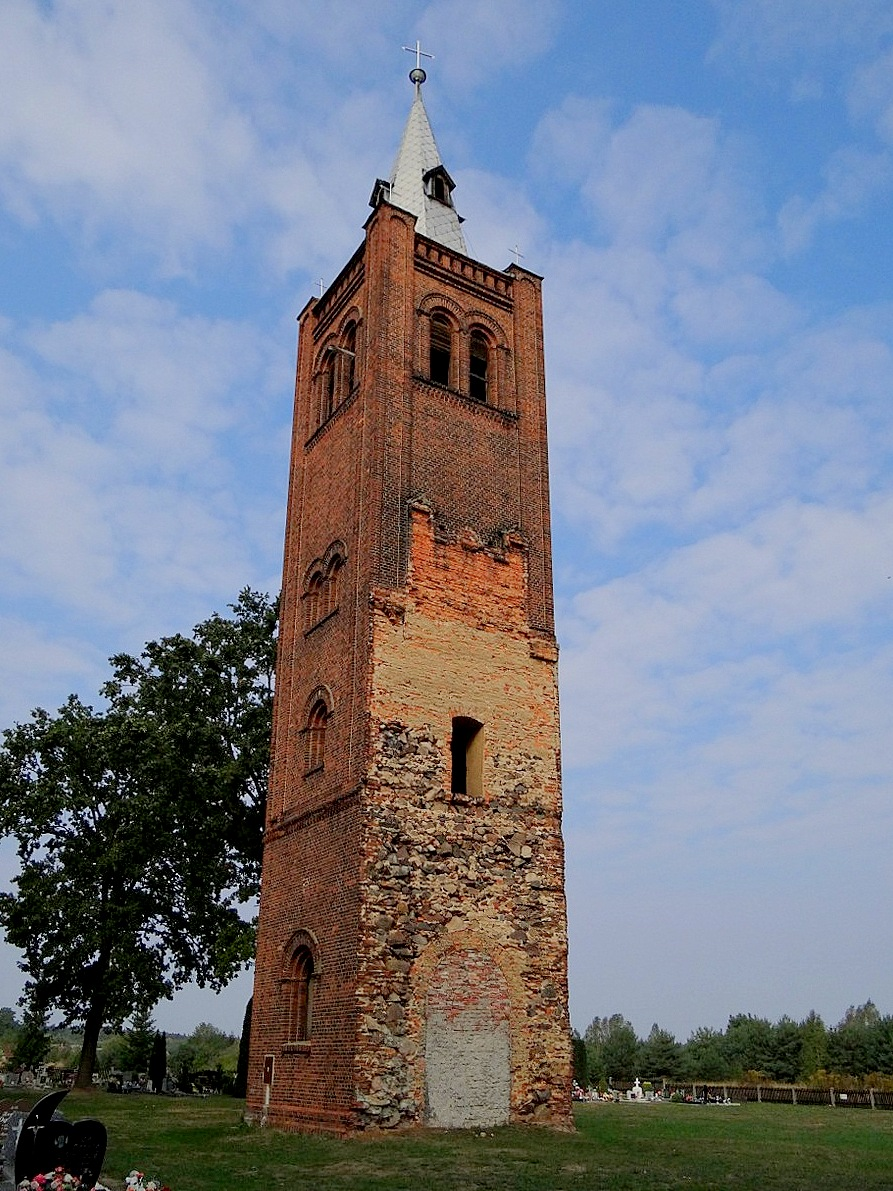
Wieża po kościele ewangelickim

W latach 1946–1954 siedziba gminy Broniszów. W latach 1954–1961 wieś należała i była siedzibą władz gromady Broniszów, po jej zniesieniu w gromadzie Mirocin Średni. W latach 1975–1998 miejscowość położona była w województwie zielonogórskim.

## Zabytki
Do wojewódzkiego rejestru zabytków wpisane są:
- kościół parafialny pod wezwaniem św. Anny, z lat 1691–1694

- zabytkowa plebania z 1605 roku, została zbudowana w stylu późnorenesansowym i przebudowana wielokrotnie, m.in. w XVIII wieku. Budynek wymurowano z kamienia i cegły jako obiekt dwukondygnacyjny, założony na planie prostokąta, z dłuższą osią zbliżoną do osi północ – południe, a przykryty dachem wysokim, czterospadowym. Położona na terenie dawnego ogrodu, sąsiaduje z dawną stajnią z 1858 roku oraz drewnianą stodołą. Obecnie remontowana.
- organistówka, z połowy XIX wieku
- zespół pałacowy, z XVI-XIX wieku:
  - dawny szpital-przytułek, wybudowany w XVIII w. w stylu barokowym przez baronową Katarzynę von Skronsky, mającą pochodzenie polskie. Obecnie obiekt remontowany a właścicielem jest Arkadiusz Michoński[8]
  - park
  - pałac renesansowy z XVI w.

- dom, murowano-szachulcowy, z połowy XIX wieku
- dom, szachulcowy, z połowy XIX wieku
- zespół cegielni, z końca XIX wieku:
  - piec kręgowy typu Hoffmana
  - wyrobownia
  - suszarnia, trzy wiaty drewniane

inne zabytki:
- zajazd z XIX wieku
- wieża kościoła ewangelickiego. Pozostałość po neoromańskim kościele ewangelickim z roku 1863.

## Demografia
Liczba mieszkańców wsi w poszczególnych latach:
| Rok  | Liczba mieszkańców |
| ---- | ------------------ |
| 1998 | 368                |
| 2002 | 376                |
| 2009 | 382                |
| 2011 | 392                |
| 2021 | 374                |

Od 1998 do 2021 roku liczba mieszkańców wsi zwiększyła się o 1,6%.

## Kultura
W zabytkowym zamku od 2013 roku ma siedzibę Lubuska Fundacja im. Paderewskiego. Od 2011 do 2016 roku odbyło się w nim kilkanaście seminariów na temat min. archeologii czy ochrony zabytków